# 신윤주 (배우)
신윤주(1995년 10월 14일 ~ )는 대한민국의 배우이다.

## 학력
- 선화예술고등학교
- 한국예술종합학교

## 출연작

### 영화
- 《동주》 (2016년) - 이여진 역
- 《카시오페아》 (2022년) - 신 검사 역
- 《1승》 (2024년) - 강지숙 역

### 드라마
- 《베이비시터》 (KBS2, 2016년) - 장석류 역